# Formica malabarica
Formica malabarica är en myrart som beskrevs av Franz Paula von Schrank 1837. Formica malabarica ingår i släktet Formica och familjen myror. Inga underarter finns listade i Catalogue of Life.